# Фине, Каси
Каси Фине (англ. Kasi Fine, родился 20 марта 1964 года) — тонганский регбист, выступавший на позиции лока.

## Биография
За сборную Тонги дебютировал 24 мая 1987 года на первом чемпионате мира матчем против Канады; также сыграл матчи против Уэльса (29 мая 1987) и Ирландии (3 июня 1987). Последнюю встречу провёл 8 октября 1988 года против Фиджи. Очков не набирал.